# Liste des cardinaux français
Cette article dresse la liste des cardinaux catholiques français depuis le Moyen Âge.

## Créés auXVIIesiècle
| Armoiries | Image | Nom                                                  | Fonction                                      | Date                               | Titre cardinalice |
| --------- | ----- | ---------------------------------------------------- | --------------------------------------------- | ---------------------------------- | --- |
|           |       | Jacques Davy du Perron (1556-1618)                   | Évêque d'Évreux                               | 9 juin 1604 par Clément VIII       | Sainte-Agnès-en-Agone |
|           |       | Séraphin Olivier-Razali (1538-1609)                  | Patriarche latin d'Alexandrie                 | 9 juin 1604 par Clément VIII       | San Salvatore in Lauro |
|           |       | François de La Rochefoucauld (1558-1645)             | Évêque de Senlis                              | 10 décembre 1607 par Paul V        | San Callisto |
|           |       | Louis de Lorraine (1575-1621)                        | Archevêque de Reims                           | 2 décembre 1615 par Paul V         | |
|           |       | Henri de Gondi (1572-1622)                           | Évêque de Paris                               | 26 mars 1618 par Paul V            | |
|           |       | Louis de Nogaret de La Valette d'Épernon (1593-1639) | Archevêque de Toulouse                        | 11 janvier 1621 par Paul V         | Sant'Adriano al Foro |
|           |       | Armand Jean du Plessis de Richelieu (1585-1642)      | Évêque de Luçon                               | 5 septembre 1622 par Grégoire XV   | |
|           |       | Nicolas-François de Lorraine (1609-1670)             | Évêque de Toul                                | 19 janvier 1626 par Urbain VIII    | |
|           |       | Denis-Simon de Marquemont (1572-1626)                | Archevêque de Lyon Primat des Gaules          | 19 janvier 1626 par Urbain VIII    | Sainte-Trinité-des-Monts |
|           |       | Pierre de Bérulle (1575-1629)                        | Supérieur général de la Société de l'Oratoire | 30 août 1627 par Urbain VIII       | |
|           |       | Alphonse-Louis du Plessis de Richelieu (1582-1653)   | Archevêque de Lyon Primat des Gaules          | 19 novembre 1629 par Urbain VIII   | Sainte-Trinité-des-Monts |
|           |       | Jules Mazarin (1602-1661)                            |                                               | 16 décembre 1641 par Urbain VIII   | |
|           |       | Achille d'Étampes de Valençay (1593-1646)            |                                               | 13 juillet 1643 par Urbain VIII    | Sant'Adriano al Foro |
|           |       | Jean-François Paul de Gondi (1613-1679)              | Archevêque coadjuteur de Paris                | 19 février 1652 par Innocent X     | Santa Maria sopra Minerva |
|           |       | Louis II de Vendôme (1612-1669)                      |                                               | 7 mars 1667 par Alexandre VII      | Santa Maria in Portico |
|           |       | Emmanuel-Théodose de La Tour d'Auvergne (1643-1715)  | Grand aumônier de France                      | 5 août 1669 par Clément IX         | San Lorenzo in Panisperna (1669-1676) Saint-Pierre-aux-Liens (1676-1689) Albano (1689-1698) Porto-Santa Rufina (1698-1700) Ostie-Velletri (1700-1715) |
|           |       | César d'Estrées (1628-1714)                          | Évêque de Laon                                | 24 août 1671 par Clément X         | Santa Maria in Via (1671-1675) Sainte-Trinité-des-Monts (1675-1698) Albano (1698-1714)                                                                |
|           |       | Pierre de Bonzi (1631-1703)                          | Archevêque de Toulouse                        | 22 février 1672 par Clément X      | Saint-Onuphre-du-Janicule (1672-1689) Saint-Pierre-aux-Liens (1689) Saint-Eusèbe (1689-1703)                                                          |
|           |       | Étienne Le Camus (1632-1707)                         | Évêque de Grenoble                            | 2 septembre 1686 par Innocent XI   | Santa Maria degli Angeli |
|           |       | Toussaint de Forbin-Janson (1631-1713)               | Évêque de Beauvais                            | 13 février 1690 par Alexandre VIII | San Callisto |
|           |       | Henri-Albert de La Grange d'Arquien (1613-1707)      |                                               | 12 décembre 1695 par Innocent XII  | San Nicola in Carcere |
|           |       | Pierre du Cambout de Coislin (1636-1706)             | Évêque d'Orléans                              | 22 juillet 1697 par Innocent XII   | Sainte-Trinité-des-Monts |
|           |       | Louis-Antoine de Noailles (1651-1729)                | Archevêque de Paris                           | 21 juin 1700 par Innocent XII      | Santa Maria sopra Minerva (1700-1729) San Sisto (1729)                                                                                                |

## Créés auXVIIIesiècle
| Armoiries | Image | Nom                                               | Fonction                                                         | Date                                                         | Titre cardinalice                                                                                 |
| --------- | ----- | ------------------------------------------------- | ---------------------------------------------------------------- | ------------------------------------------------------------ | ------------------------------------------------------------------------------------------------- |
|           |       | Joseph-Emmanuel de La Trémoille (1659-1720)       |                                                                  | 17 mai 1706 par Clément XI                                   | Sainte-Trinité-des-Monts                                                                          |
|           |       | Armand-Gaston-Maximilien de Rohan (1674-1749)     | Évêque de Strasbourg                                             | 18 mai 1712 par Clément XI                                   | Sainte-Trinité-des-Monts                                                                          |
|           |       | Melchior de Polignac (1661-1741)                  | Abbé de Notre-Dame de Bonport                                    | 30 janvier 1713 par Clément XI                               | Santa Maria in Portico (1724) Santa Maria in Via (1724-1725) Santa Maria degli Angeli (1726-1741) |
|           |       | Henri-Pons de Thiard de Bissy (1657-1737)         | Évêque de Meaux                                                  | 29 mai 1715 par Clément XI                                   | Santi Quirico e Giulitta (1715-1730) San Bernardo alle Terme (1730-1737)                          |
|           |       | François de Mailly (1658-1721)                    | Archevêque de Reims                                              | 29 novembre 1719 par Clément XI                              |                                                                                                   |
|           |       | Léon Potier de Gesvres (1656-1744)                | Archevêque de Bourges                                            | 29 novembre 1719 par Clément XI                              |                                                                                                   |
|           |       | Guillaume Dubois (1656-1723)                      | Principal ministre d'État Archevêque de Cambrai                  | 16 juillet 1721 par Innocent XIII                            |                                                                                                   |
|           |       | André Hercule de Fleury (1653-1743)               |                                                                  | 11 septembre 1725 par Benoît XIII                            |                                                                                                   |
|           |       | Henri-Oswald de La Tour d'Auvergne (1671-1747)    | Archevêque de Vienne                                             | 20 décembre 1737 par Clément XII                             | San Callisto                                                                                      |
|           |       | Pierre Guérin de Tencin (1680-1758)               | Archevêque d'Embrun                                              | 23 février 1739 par Clément XII                              | Santi Nereo e Achilleo                                                                            |
|           |       | Frédéric-Jérôme de La Rochefoucauld (1701-1757)   | Archevêque de Bourges                                            | 10 avril 1747 par Benoît XIV                                 | Sant'Agnese fuori le mura                                                                         |
|           |       | Armand de Rohan-Soubise (1717-1756)               | Grand aumônier de France                                         | 10 avril 1747 par Benoît XIV                                 |                                                                                                   |
|           |       | Paul d'Albert de Luynes (1703-1788)               | Archevêque de Sens                                               | 5 avril 1756 par Benoît XIV                                  |                                                                                                   |
|           |       | Étienne-René Potier de Gesvres (1697-1774)        | Évêque de Beauvais                                               | 5 avril 1756 par Benoît XIV                                  | Sant'Agnese fuori le mura                                                                         |
|           |       | Nicolas de Saulx-Tavannes (1690-1759)             | Grand aumônier de France Archevêque de Rouen Primat de Normandie | 5 avril 1756 par Benoît XIV                                  |                                                                                                   |
|           |       | François-Joachim de Pierre de Bernis (1715-1794)  | Secrétaire d'État des Affaires étrangères                        | 2 octobre 1758 par Clément XIII                              | San Silvestro in Capite                                                                           |
|           |       | Antoine-Clériade de Choiseul-Beaupré (1706-1774)  | Archevêque de Besançon Primat de Lorraine                        | 23 novembre 1761 par Clément XIII                            |                                                                                                   |
|           |       | Jean-François-Joseph de Rochechouart (1708-1777)  | Évêque de Laon                                                   | 23 novembre 1761 par Clément XIII                            | Saint-Eusèbe                                                                                      |
|           |       | Louis-Constantin de Rohan (1697-1779)             | Évêque de Strasbourg                                             | 23 novembre 1761 par Clément XIII                            |                                                                                                   |
|           |       | Charles Antoine de La Roche-Aymon (1697-1777)     | Grand aumônier de France Archevêque de Reims                     | 16 décembre 1771 par Clément XIV                             |                                                                                                   |
|           |       | Hyacinthe-Sigismond Gerdil (1718-1802)            | Évêque titulaire de Dibon (de)                                   | 15 décembre 1777 par Pie VI                                  | San Giovanni a Porta Latina (1777-1784) Sainte-Cécile-du-Trastevere (1784-1802)                   |
|           |       | Dominique de La Rochefoucauld (1712-1800)         | Archevêque de Rouen Primat de Normandie                          | 1er juin 1778 par Pie VI                                     |                                                                                                   |
|           |       | Louis-René de Rohan (1734-1803)                   | Grand aumônier de France                                         | 1er juin 1778 par Pie VI                                     |                                                                                                   |
|           |       | Étienne-Charles de Loménie de Brienne (1727-1794) | Archevêque de Sens                                               | 15 décembre 1788 par Pie VI Démissionne le 26 septembre 1791 |                                                                                                   |
|           |       | Louis-Joseph de Montmorency-Laval (1724-1808)     | Grand aumônier de France                                         | 30 mars 1789 par Pie VI                                      |                                                                                                   |
|           |       | Jean-Sifrein Maury (1746-1817)                    |                                                                  | 21 février 1794 par Pie VI                                   | Sainte-Trinité-des-Monts                                                                          |

## Créés auXIXesiècle
| Armoiries | Image | Nom                                                    | Fonction                                | Date                              | Titre cardinalice                                                                                                 |
| --------- | ----- | ------------------------------------------------------ | --------------------------------------- | --------------------------------- | --- |
|           |       | Alphonse-Hubert de Latier de Bayane (1739-1818)        | Auditeur de la Rote romaine             | 23 février 1801 par Pie VII       | Sant'Angelo in Pescheria                                                                                          |
|           |       | Jean-Baptiste de Belloy (1709-1808)                    | Archevêque de Paris                     | 17 janvier 1803 par Pie VII       | San Giovanni a Porta Latina                                                                                       |
|           |       | Jean de Dieu-Raymond de Boisgelin de Cucé (1732-1804)  | Archevêque de Tours                     | 17 janvier 1803 par Pie VII       | |
|           |       | Étienne-Hubert de Cambacérès (1756-1818)               | Archevêque de Rouen Primat de Normandie | 17 janvier 1803 par Pie VII       | Saint-Étienne-le-Rond                                                                                             |
|           |       | Joseph Fesch (1763-1839)                               | Archevêque de Lyon Primat des Gaules    | 17 janvier 1803 par Pie VII       | Santa Maria della Vittoria (1803-1822) San Lorenzo in Lucina (1822-1839)                                          |
|           |       | Louis-François de Bausset (1748-1824)                  |                                         | 28 juillet 1817 par Pie VII       | |
|           |       | César-Guillaume de La Luzerne (1738-1821)              |                                         | 28 juillet 1817 par Pie VII       | |
|           |       | Alexandre-Angélique de Talleyrand-Périgord (1736-1821) | Archevêque de Paris                     | 28 juillet 1817 par Pie VII       | |
|           |       | Anne-Antoine-Jules de Clermont-Tonnerre (1749-1830)    | Archevêque de Toulouse                  | 2 décembre 1822 par Pie VII       | Sainte-Trinité-des-Monts                                                                                          |
|           |       | Anne-Louis-Henri de La Fare (1752-1829)                | Archevêque de Sens                      | 16 mai 1823 par Pie VII           | Santa Maria in Traspontina                                                                                        |
|           |       | Gustave-Maximilien-Juste de Croÿ-Solre (1773-1844)     | Archevêque de Rouen Primat de Normandie | 21 mars 1825 par Léon XII         | Sainte-Sabine de Rome                                                                                             |
|           |       | Jean-Baptiste de Latil (1761-1839)                     | Archevêque de Reims                     | 13 mars 1826 par Léon XII         | San Sisto |
|           |       | Joachim-Jean-Xavier d'Isoard (1766-1839)               | Auditeur de la Rote romaine             | 25 juin 1827 par Léon XII         | Saint-Pierre-aux-Liens (1826-1833) Sainte-Trinité-des-Monts (1833-1839)                                           |
|           |       | Louis-François de Rohan-Chabot (1788-1833)             | Archevêque de Besançon                  | 5 juillet 1830 par Pie VIII       | Sainte-Trinité-des-Monts                                                                                          |
|           |       | Jean Lefebvre de Cheverus (1768-1836)                  | Archevêque de Bordeaux                  | 1er février 1836 par Grégoire XVI | |
|           |       | Hugues de La Tour d'Auvergne-Lauraguais (1768-1851)    | Évêque d'Arras                          | 23 décembre 1839 par Grégoire XVI | Sant'Agnese fuori le mura                                                                                         |
|           |       | Louis-Jacques-Maurice de Bonald (1787-1870)            | Archevêque de Lyon Primat des Gaules    | 1er mars 1841 par Grégoire XVI    | Sainte-Trinité-des-Monts                                                                                          |
|           |       | Joseph Bernet (1770-1846)                              | Archevêque d'Aix-en-Provence            | 19 janvier 1846 par Grégoire XVI  | |
|           |       | Jacques-Marie Antoine Célestin Dupont (1792-1859)      | Archevêque de Bourges                   | 11 juin 1847 par Pie IX           | Santa Maria del Popolo                                                                                            |
|           |       | Pierre Giraud (1791-1850)                              | Archevêque de Cambrai                   | 11 juin 1847 par Pie IX           | Santa Maria della Pace                                                                                            |
|           |       | Paul-Thérèse-David d'Astros (1772-1851)                | Archevêque de Toulouse                  | 30 septembre 1850 par Pie IX      | |
|           |       | Thomas Gousset (1792-1866)                             | Archevêque de Reims                     | 30 septembre 1850 par Pie IX      | San Callisto |
|           |       | Césaire Mathieu (1796-1875)                            | Archevêque de Besançon                  | 30 septembre 1850 par Pie IX      | San Silvestro in Capite                                                                                           |
|           |       | Ferdinand-François-Auguste Donnet (1795-1882)          | Archevêque de Bordeaux                  | 15 mars 1852 par Pie IX           | Santa Maria in Via                                                                                                |
|           |       | François Nicolas Madeleine Morlot (1795-1862)          | Archevêque de Tours                     | 7 mars 1853 par Pie IX            | Santi Nereo e Achilleo                                                                                            |
|           |       | Michele Viale-Prelà (1798-1860)                        | Nonce apostolique en Autriche           | 7 mars 1853 par Pie IX            | Santi Andrea e Gregorio al Monte Celio                                                                            |
|           |       | Clément Villecourt (1787-1867)                         | Évêque de La Rochelle et Saintes        | 17 décembre 1855 par Pie IX       | San Pancrazio fuori le mura                                                                                       |
|           |       | Alexis Billiet (1783-1873)                             | Archevêque de Chambéry                  | 27 septembre 1861 par Pie IX      | Saints-Boniface-et-Alexis                                                                                         |
|           |       | Jean-Baptiste-François Pitra (1812-1889)               |                                         | 16 mars 1863 par Pie IX           | San Tommaso in Parione (1863-1867) San Callisto (1867-1879) Frascati (1879-1884) Porto e Santa Rufina (1884-1889) |
|           |       | Henri de Bonnechose (1800-1883)                        | Archevêque de Rouen Primat de Normandie | 11 décembre 1863 par Pie IX       | Saint-Clément |
|           |       | Lucien-Louis Bonaparte (1828-1895)                     | Camérier                                | 13 mars 1868 par Pie IX           | Santa Pudenziana (1868-1879) San Lorenzo in Lucina (1879-1895)                                                    |
|           |       | Joseph Hippolyte Guibert (1802-1886)                   | Archevêque de Paris                     | 22 décembre 1873 par Pie IX       | San Giovanni a Porta Latina                                                                                       |
|           |       | Godefroy Brossay-Saint-Marc (1803-1878)                | Archevêque de Rennes                    | 17 septembre 1875 par Pie IX      | Santa Maria della Vittoria                                                                                        |
|           |       | Louis-Marie Caverot (1806-1887)                        | Archevêque de Lyon Primat des Gaules    | 12 mars 1877 par Pie IX           | San Silvestro in Capite (1877-1884) Sainte-Trinité-des-Monts (1884-1887)                                          |
|           |       | Frédéric de Falloux du Coudray (1807-1884)             | Auditeur de la Rote romaine             | 12 mars 1877 par Pie IX           | Sant'Agata dei Goti (1877-1879) Sant'Angelo in Pescheria (1879-1884)                                              |
|           |       | Florian Desprez (1807-1895)                            | Archevêque de Toulouse                  | 12 mai 1879 par Léon XIII         | Santi Marcellino e Pietro                                                                                         |
|           |       | Louis-Édouard Pie (1815-1880)                          | Évêque de Poitiers                      | 12 mai 1879 par Léon XIII         | Santa Maria della Vittoria                                                                                        |
|           |       | Tommaso Maria Zigliara (1833-1893)                     |                                         | 12 mai 1879 par Léon XIII         | Santi Cosma e Damiano (1879-1891) Sainte-Praxède (1891-1893)                                                      |
|           |       | Charles Lavigerie (1825-1892)                          | Archevêque d'Alger                      | 27 mars 1882 par Léon XIII        | Sant'Agnese fuori le mura                                                                                         |
|           |       | Victor-Félix Bernadou (1816-1891)                      | Archevêque de Sens                      | 7 juin 1886 par Léon XIII         | Sainte-Trinité-des-Monts                                                                                          |
|           |       | Benoît Langénieux (1824-1905)                          | Archevêque de Reims                     | 7 juin 1886 par Léon XIII         | San Giovanni a Porta Latina                                                                                       |
|           |       | Charles-Philippe Place (1814-1893)                     | Archevêque de Rennes                    | 7 juin 1886 par Léon XIII         | Santa Maria Nuova                                                                                                 |
|           |       | Joseph-Alfred Foulon (1823-1893)                       | Archevêque de Lyon Primat des Gaules    | 24 mai 1889 par Léon XIII         | Saint-Eusèbe |
|           |       | Aimé-Victor-François Guilbert (1812-1889)              | Archevêque de Bordeaux                  | 24 mai 1889 par Léon XIII         | |
|           |       | François Richard de La Vergne (1819-1908)              | Archevêque de Paris                     | 24 mai 1889 par Léon XIII         | Santa Maria in Via                                                                                                |
|           |       | Guillaume Meignan (1817-1896)                          | Archevêque de Tours                     | 16 janvier 1893 par Léon XIII     | Sainte-Trinité-des-Monts                                                                                          |
|           |       | Léon-Benoit-Charles Thomas (1826-1894)                 | Archevêque de Rouen Primat de Normandie | 16 janvier 1893 par Léon XIII     | Santa Maria Nuova                                                                                                 |
|           |       | Ernest Bourret (1827-1896)                             | Évêque de Rodez                         | 12 juin 1893 par Léon XIII        | Santa Maria Nuova                                                                                                 |
|           |       | Victor Lecot (1831-1908)                               | Archevêque de Bordeaux                  | 12 juin 1893 par Léon XIII        | Santa Pudenziana                                                                                                  |
|           |       | Jean-Pierre Boyer (1829-1896)                          | Archevêque de Bourges                   | 29 novembre 1895 par Léon XIII    | Sainte-Trinité-des-Monts                                                                                          |
|           |       | Adolphe Perraud (1828-1906)                            | Évêque d’Autun                          | 29 novembre 1895 par Léon XIII    | Saint-Pierre-aux-Liens                                                                                            |
|           |       | Pierre-Hector Coullié (1829-1912)                      | Archevêque de Lyon Primat des Gaules    | 19 avril 1897 par Léon XIII       | Sainte-Trinité-des-Monts                                                                                          |
|           |       | Guillaume-Marie-Joseph Labouré (1841-1906)             | Archevêque de Rennes                    | 19 avril 1897 par Léon XIII       | Santa Maria Nuova                                                                                                 |
|           |       | Guillaume-Marie-Romain Sourrieu (1825-1899)            | Archevêque de Rouen Primat de Normandie | 19 avril 1897 par Léon XIII       | Saint-Clément |
|           |       | François-Désiré Mathieu (1839-1908)                    | Archevêque de Toulouse                  | 18 juin 1899 par Léon XIII        | Sainte-Sabine de Rome                                                                                             |

## Créés auXXesiècle
| Armoiries | Image | Nom                                         | Fonction | Date                                                      | Titre cardinalice |
| --------- | ----- | ------------------------------------------- | --- | --------------------------------------------------------- | --- |
|           |       | Pierre Paulin Andrieu (1849-1935)           | Évêque de Marseille (1901-1909) Archevêque de Bordeaux (1909-1935) | 16 décembre 1907 par Pie X                                | Saint-Onuphre-du-Janicule |
|           |       | Louis-Joseph Luçon (1842-1930)              | Évêque de Belley (1887-1906) Archevêque de Reims (1906-1930) | 16 décembre 1907 par Pie X                                | Santa Maria Nuova |
|           |       | Léon Adolphe Amette (1850-1920)             | Évêque de Bayeux et Lisieux (1898-1906) Archevêque de Paris (1908-1920) | 27 novembre 1911 par Pie X                                | Sainte-Sabine de Rome |
|           |       | Louis Billot (1846-1931)                    | Consulteur à la Sacrée congrégation du Saint-Office | 27 novembre 1911 par Pie X Démissionne le 21 octobre 1927 | Santa Maria in Via Lata |
|           |       | Anatole de Cabrières (1830-1921)            | Évêque de Montpellier (1874-1921) | 27 novembre 1911 par Pie X                                | Santa Maria della Vittoria |
|           |       | François-Virgile Dubillard (1845-1914)      | Évêque de Quimper et Léon (1899-1907) Archevêque de Chambéry (1907-1914) | 27 novembre 1911 par Pie X                                | Santa Susanna |
|           |       | Hector-Irénée Sevin (1852-1916)             | Évêque de Châlons-en-Champagne (1908-1912) Archevêque de Lyon (1912-1916) | 25 mai 1914 par Pie X                                     | Sainte-Trinité-des-Monts |
|           |       | Louis-Ernest Dubois (1856-1929)             | Évêque de Verdun (1901-1909) Archevêque de Bourges (1909-1916) Archevêque de Rouen (1916-1920) Archevêque de Paris (1920-1929)                                                                                           | 4 décembre 1916 par Benoît XV                             | Santa Maria in Aquiro |
|           |       | Auguste-René-Marie Dubourg (1842-1921)      | Évêque de Moulins (1893-1906) Archevêque de Rennes (1906-1921) | 4 décembre 1916 par Benoît XV                             | Sainte-Balbine |
|           |       | Louis-Joseph Maurin (1859-1936)             | Évêque de Grenoble (1911-1916) Archevêque de Lyon (1916-1936) | 4 décembre 1916 par Benoît XV                             | Sainte-Trinité-des-Monts |
|           |       | Alexis-Armand Charost (1860-1930)           | Évêque de Lille (1913-1920) Archevêque de Rennes (1921-1930) | 11 décembre 1922 par Pie XI                               | Santa Maria della Vittoria |
|           |       | Stanislas-Arthur-Xavier Touchet (1848-1926) | Évêque d'Orléans (1894-1926) | 11 décembre 1922 par Pie XI                               | Santa Maria sopra Minerva |
|           |       | Henri Binet (1869-1936)                     | Évêque de Soissons (1920-1927) Archevêque de Besançon (1927-1936) | 19 décembre 1927 par Pie XI                               | Santa Prisca |
|           |       | Alexis-Henri-Marie Lépicier (1863-1936)     | Préfet de la Congrégation des réguliers (1928-1935) | 19 décembre 1927 par Pie XI                               | Santa Susanna |
|           |       | Jean Verdier (1864-1940)                    | Archevêque de Paris (1929-1940) | 16 décembre 1929 par Pie XI                               | Sainte-Balbine |
|           |       | Achille Liénart (1884-1973)                 | Évêque de Lille (1928-1968) | 30 juin 1930 par Pie XI                                   | San Sisto |
|           |       | Alfred Baudrillart (1859-1942)              | Recteur de l'Institut catholique de Paris (1907-1942) | 16 décembre 1935 par Pie XI                               | San Bernardo alle Terme |
|           |       | Emmanuel Suhard (1874-1949)                 | Archevêque de Reims | 16 décembre 1935 par Pie XI                               | Saint-Onuphre-du-Janicule |
|           |       | Eugène Tisserant (1884-1972)                | | 15 juin 1936 par Pie XI                                   | Santi Vito, Modesto e Crescenzia (1936-1939) Santa Maria sopra Minerva (1939-1946) Porto-Santa Rufina (1946-1972) Ostie (1951-1972) |
|           |       | Pierre Gerlier (1880-1965)                  | Archevêque de Lyon Primat des Gaules | 13 décembre 1937 par Pie XI                               | Sainte-Trinité-des-Monts |
|           |       | Pierre Petit de Julleville (1876-1947)      | Archevêque de Rouen Primat de Normandie | 18 février 1946 par Pie XII                               | Santa Maria in Aquiro |
|           |       | Clément Roques (1880-1964)                  | Archevêque de Rennes | 18 février 1946 par Pie XII                               | Sainte-Balbine |
|           |       | Jules Saliège (1870-1956)                   | Archevêque de Toulouse | 18 février 1946 par Pie XII                               | Santa Pudenziana |
|           |       | Maurice Feltin (1883-1975)                  | Archevêque de Paris | 12 janvier 1953 par Pie XII                               | Santa Maria della Pace |
|           |       | Georges Grente (1872-1959)                  | Évêque du Mans | 12 janvier 1953 par Pie XII                               | San Bernardo alle Terme |
|           |       | André Jullien (1882-1964)                   | Juge de la Rote romaine et au Tribunal suprême de la Signature apostolique | 15 décembre 1958 par Jean XXIII                           | San Giorgio in Velabro |
|           |       | Paul Richaud (1887-1968)                    | Archevêque de Bordeaux | 15 décembre 1958 par Jean XXIII                           | Santi Quirico e Giulitta |
|           |       | Joseph-Charles Lefèbvre (1892-1973)         | Archevêque de Bourges | 28 mars 1960 par Jean XXIII                               | San Giovanni Battista dei Fiorentini                                                                                                |
|           |       | Léon-Étienne Duval (1903-1996)              | Archevêque d'Alger | 22 février 1965 par Paul VI                               | Sainte-Balbine |
|           |       | Joseph-Marie Martin (1891-1976)             | Archevêque de Rouen Primat de Normandie | 22 février 1965 par Paul VI                               | Santa Teresa al Corso d'Italia |
|           |       | Jean-Marie Villot (1905-1979)               | Archevêque de Lyon Primat des Gaules | 22 février 1965 par Paul VI                               | Sainte-Trinité-des-Monts (1965-1974) Frascati (1974-1979)                                                                           |
|           |       | Gabriel-Marie Garrone (1901-1994)           | Préfet de la Sacrée congrégation pour les institutions d'enseignement | 26 juin 1967 par Paul VI                                  | Sainte-Sabine de Rome |
|           |       | Alexandre Renard (1906-1983)                | Archevêque de Lyon Primat des Gaules | 26 juin 1967 par Paul VI                                  | San Francesco di Paola ai Monti (1967-1976) Sainte-Trinité-des-Monts (1976-1983)                                                    |
|           |       | Pierre Veuillot (1913-1968)                 | Archevêque de Paris | 26 juin 1967 par Paul VI                                  | Saint-Louis-des-Français |
|           |       | Jean Daniélou (1905-1974)                   | Archevêque titulaire de Tauromenium (de) | 28 avril 1969 par Paul VI                                 | San Saba |
|           |       | Paul-Joseph-Marie Gouyon (1910-2000)        | Archevêque de Rennes | 28 avril 1969 par Paul VI                                 | Natività di Nostro Signore Gesù Cristo a Via Gallia                                                                                 |
|           |       | François Marty (1904-1994)                  | Archevêque de Paris | 28 avril 1969 par Paul VI                                 | Saint-Louis-des-Français |
|           |       | Jean Guyot (1905-1988)                      | Archevêque de Toulouse | 5 mars 1973 par Paul VI                                   | Sant'Agnese fuori le mura |
|           |       | Paul-Pierre Philippe (1905-1984)            | Secrétaire de la Congrégation pour la Doctrine de la foi | 5 mars 1973 par Paul VI                                   | San Pio V a Villa Carpegna |
|           |       | Roger Etchegaray (1922-2019)                | Archevêque de Marseille Président de la Conférence des Évêques de France (1975-1981) | 30 juin 1979 par Jean-Paul II                             | San Leone I (1979-1998) Porto-Santa Rufina (1998-2019)                                                                              |
|           |       | Henri de Lubac (1896-1991)                  | | 2 février 1983 par Jean-Paul II                           | Santa Maria in Domnica |
|           |       | Jean-Marie Lustiger (1926-2007)             | Archevêque de Paris | 2 février 1983 par Jean-Paul II                           | Santi Marcellino e Pietro (1983-1994) Saint-Louis-des-Français (1994-2007)                                                          |
|           |       | Albert Decourtray (1923-1994)               | Archevêque de Lyon Primat des Gaules | 25 mai 1985 par Jean-Paul II                              | Sainte-Trinité-des-Monts |
|           |       | Paul Poupard (1930-)                        | Président du Conseil pontifical pour le dialogue avec les non-croyants (1980-1993) Président du Conseil pontifical de la culture (1988-2007) Président du Conseil pontifical pour le dialogue interreligieux (2006-2007) | 25 mai 1985 par Jean-Paul II                              | Sant'Eugenio (1985-1996) Sainte-Praxède (1996-)                                                                                     |
|           |       | Jacques-Paul Martin (1908-1992)             | Préfet de la Maison pontificale (1969-1986) | 28 juin 1988 par Jean-Paul II                             | Sacro Cuore di Cristo Re |
|           |       | Robert Coffy (1920-1995)                    | Évêque de Gap (1967-1974) Archevêque d'Albi (1974-1985) Archevêque de Marseille (1985-1995) | 28 juin 1991 par Jean-Paul II                             | San Luigi Grignion de Montfort |
|           |       | Yves Congar (1904-1995)                     | Peritus au concile Vatican II | 26 novembre 1994 par Jean-Paul II                         | San Sebastiano al Palatino |
|           |       | Pierre Eyt (1934-2001)                      | Archevêque de Bordeaux (1989-2001) | 26 novembre 1994 par Jean-Paul II                         | Sainte-Trinité-des-Monts |
|           |       | Jean Balland (1934-1998)                    | Évêque de Dijon (1982-1988) Archevêque de Reims (1988-1995) Archevêque de Lyon (1995-1998) | 21 février 1998 par Jean-Paul II                          | Saint-Pierre-aux-Liens |

## Créés auXXIesiècle
| Armoiries | Image | Nom                           | Fonction | Date                             | Titre cardinalice                                                  |
| --------- | ----- | ----------------------------- | --- | -------------------------------- | ------------------------------------------------------------------ |
|           |       | Louis-Marie Billé (1938-2002) | Évêque de Laval (1984-1995) Archevêque d'Aix-en-Provence (1995-1998) Président de la Conférence des Évêques de France (1996-2001) Archevêque de Lyon (1998-2002) | 21 février 2001 par Jean-Paul II | Saint-Pierre-aux-Liens (2001) Sainte-Trinité-des-Monts (2001-2002) |
|           |       | Jean Honoré (1920-2013)       | Évêque d'Évreux (1972-1981) Archevêque de Tours (1981-1997) | 21 février 2001 par Jean-Paul II | Santa Maria della Salute a Primavalle                              |
|           |       | Philippe Barbarin (1950-)     | Évêque de Moulins (1998-2002) Archevêque de Lyon (2002-2020) | 21 octobre 2003 par Jean-Paul II | Sainte-Trinité-des-Monts                                           |
|           |       | Bernard Panafieu (1931-2017)  | Archevêque d'Aix-en-Provence (1978-1994) Archevêque de Marseille (1995-2006)                                                                                     | 21 octobre 2003 par Jean-Paul II | San Gregorio Barbarigo alle Tre Fontane                            |
|           |       | Jean-Louis Tauran (1943-2018) | Membre de la Curie romaine (1990-2018) Camerlingue de la Sainte Église romaine (2014-2018)                                                                       | 21 octobre 2003 par Jean-Paul II | Sant'Apollinare alle Terme Neroniane-Alessandrine                  |
|           |       | Jean-Pierre Ricard (1944-)    | Évêque de Montpellier (1996-2001) Archevêque de Bordeaux (2001-2019) Président de la Conférence des Évêques de France (2001-2007)                                | 24 mars 2006 par Benoît XVI      | Saint-Augustin                                                     |
|           |       | Albert Vanhoye (1923-2021)    | Recteur de l'Institut biblique pontifical (1984-1990) | 24 mars 2006 par Benoît XVI      | Santa Maria della Mercede e Sant'Adriano a Villa Albani            |
|           |       | André Vingt-Trois (1942-2025) | Archevêque de Tours (1999-2005) Archevêque de Paris (2005-2017) Président de la Conférence des Évêques de France (2007-2013)                                     | 24 novembre 2007 par Benoît XVI  | Saint-Louis-des-Français                                           |
|           |       | Dominique Mamberti (1952-)    | Nonce apostolique (2002-2006) Membre de la Curie romaine (depuis 2006)                                                                                           | 14 février 2015 par François     | Santo Spirito in Sassia                                            |
|           |       | Jean-Marc Aveline (1958-)     | Archevêque de Marseille (depuis 2019) Président de la Conférence des Évêques de France (depuis 2025)                                                             | 27 août 2022 par François        | Santa Maria ai Monti                                               |
|           |       | François Bustillo (1968-)     | Évêque d'Ajaccio (depuis 2021) | 30 septembre 2023 par François   | Santa Maria Immacolata di Lourdes a Boccea                         |
|           |       | Christophe Pierre (1946-)     | Nonce apostolique (depuis 1995) | 30 septembre 2023 par François   | San Benedetto fuori Porta San Paolo                                |
|           |       | Jean-Paul Vesco (1962-)       | Archevêque d'Alger (depuis 2021) | 7 décembre 2024 par François     | Sacro Cuore di Gesù agonizzante a Vitinia                          |

## Caractéristiques
- Cardinaux en vie :
  - Paul Poupard (94 ans, non-électeur)
  - Jean-Pierre Ricard (80 ans, non-électeur)
  - Christophe Pierre (79 ans, électeur jusqu'au 30 janvier 2026)
  - Philippe Barbarin (74 ans, électeur jusqu'au 17 octobre 2030)
  - Dominique Mamberti (73 ans, électeur jusqu'au 7 mars 2032)
  - Jean-Marc Aveline (66 ans, électeur jusqu'au 26 décembre 2038)
  - François Bustillo (56 ans, électeur jusqu'au 23 novembre 2048)
  - Jean-Paul Vesco (63 ans, électeur jusqu'au 10 mars 2042)